# Économie de Toulouse

Centre de congrès Pierre-Baudis

La bonne santé de l'économie toulousaine est principalement liée aux industries de pointe de l'aéronautique et du spatial. Mais, depuis plusieurs années, la municipalité tente de diversifier les secteurs d'activité. Le PIB de l'agglomération est d'environ 30 milliards d'euros. En 2003, Toulouse se caractérise aussi par son très faible taux d'endettement : un des plus bas en Europe pour une ville de cette taille.
En 1999, le nombre total d'actifs sur la commune de Toulouse est de 216 480, se répartissant dans les divers secteurs économiques comme suit :
|                   | Tertiaire | Industrie | Construction | Agriculture |
| ----------------- | --------- | --------- | ------------ | ----------- |
| Toulouse          | 79,6 %    | 15,9 %    | 4,3 %        | 0,9 %       |
| Moyenne nationale | 71,5 %    | 18,3 %    | 6,1 %        | 4,1 %       |

Le taux de chômage était de 9,9 % en 2005 et était estimé en décembre 2006 à 9,1 %  un chiffre légèrement supérieur à la moyenne nationale (8,6 %).

## Agriculture, culture maraîchère
Comme la plupart des grandes villes situées en plaine alluviale, Toulouse a développé une culture maraîchère propre à lui permettre un approvisionnement régulier en produits frais. Ainsi, le Sud-Est et le Nord de la ville sont des zones traditionnellement dévolues à ce type de cultures. Cependant, cette pratique tend à diminuer, les surfaces disponibles se réduisant sous la pression foncière. Toulouse est aussi connue pour la culture de la violette, pour ses fleurs et son parfum.

## Industrie
Contrairement aux autres grandes villes de France, Toulouse et le Languedoc, qui étaient jusqu'à l'exploitation de masse des combustibles fossiles à partir du 18e s. un des plus importants bassins industriels d'Europe, n'a pas connu la révolution industrielle carbonée aux XVIIIe siècle et XIXe siècle au même niveau que les autres grandes métropoles. Cette spécificité l'a tenue à l'écart des grandes décisions politiques et stratégiques pendant de nombreuses décennies, à l'exception notable des industries d'armement, chimie lourde et fine, et explosifs qui sont une spécialité toulousaine qui remonte à l'Empire Romain et s'est particulièrement développée à partir de la Renaissance (industries ayant cumulé dans les années 30 jusqu'à 60.000 employés sur deux sites dont la plus grande usine d'Europe. C'est ainsi l'armement qui a "sauvé" Toulouse d'une mort économique (2e ville française au début du XVIIIe siècle, elle est 16-18e à la fin du XIXe siècle). Mais c'est bien l'invention locale de l'industrie aéronautique, au début du XXe siècle, qui a inversé la donne. Ironie du sort, la tragédie d'AZF a mis quasiment fin au complexe chimique lié aux explosifs et engrais. Ainsi, avec un secteur industriel plutôt sous-dimensionné (le textile, l'agroalimentaire, la métallurgie existaient bien sûr mais n'avait pas atteint de niveaux de concentration et de dépendance aux combustibles fossiles du nord et de l'est de la France, la ville n'a pas connu les mêmes crises que des bassins comme Lille et tant d'autres villes du Nord de l'Europe après la Seconde Guerre mondiale et a ainsi effectué un rattrapage économique et social évident qui s'est accéléré dès les années 80 : de 650 000 habitants en 1990, l'aire urbaine passe à environ 1,4 million en 2020, avec 600 000 emplois. Le tissu universitaire a fait le reste : Toulouse regorge aujourd'hui d'industries œuvrant dans les secteurs de pointe, gourmandes en diplômés supérieurs ou égaux à bac+5.

### Aéronautique et espace

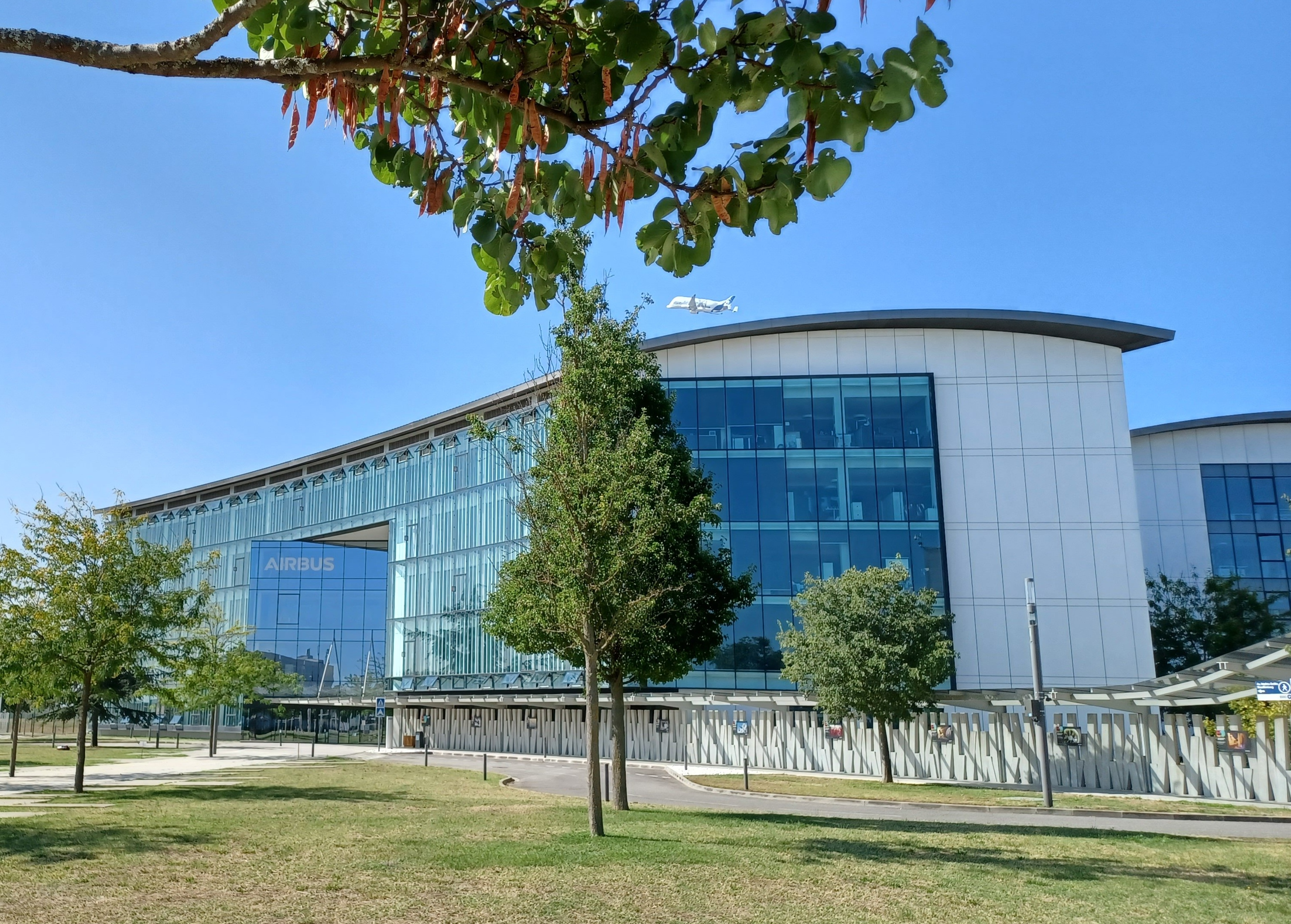
Le siège mondial d'Airbus à l'aéroport de Toulouse-Blagnac

La ville a un long passé historique lié à l'aviation, car bien avant la Première Guerre mondiale, Clément Ader (originaire de Muret, au sud de Toulouse) invente, en 1890, plusieurs avions : l’Éole (l'Avion), le Zéphyr (Avion II) et l’Aquilon (Avion III). Avec ces inventions, il est considéré comme le père de l'aviation moderne. Avec la Première Guerre mondiale, les acteurs aéronautiques privés locaux vont profiter de l'éloignement des lignes de front et progressivement absorber tous leurs concurrents présents dans toutes les régions de France (il y avait une explosion de "PME" dans toutes les régions mais l'avance prise par le secteur toulousain, en particulier la famille Latécoère, a permis a Toulouse de capitaliser la consolidation du secteur dont la concentration s'est achevée avec la fusion des deux derniers conglomérats Sud-Aviation et Nord-Aviation en 1970 pour donner naissance à "Aérospatiale", ancêtre d'Airbus.
Le 31 juillet 1963, l'État va prendre une décision importante et décisive pour la région toulousaine, dans sa politique de décentralisation, Toulouse sera confirmé dans son rôle central de capitale de l'aéronautique, en y implantant à Rangueil (au sud de la ville) la direction du centre national d’études spatiales (CNES). De plus, grâce à l’implantation du CNES, de nombreuses grandes écoles d’ingénieur et d’importants laboratoires s’installent à Toulouse, telles Sup’Aéro, le CERT, l’ENAC, l’IPSA ou le LAAS qui permettent d’assurer au CNES des chercheurs hautement qualifiés. Sur le site du Palays dans le sud-est de l’agglomération, une filiale du groupe Lagardère-Matra, aujourd’hui devenue Airbus Defence and Space, s’installe. Cette dernière entreprise, liée à Airbus Group (maison mère d’Airbus) est leader dans le domaine des satellites d’observation et détient une forte implication dans Spot et sa version militaire, Hélios. Airbus Defence and Space s’occupe aussi d’ERS qui surveille l’environnement de notre planète ou encore du programme SoHO, qui tente de nous délivrer les secrets du soleil. Le cerveau électronique d’Ariane est par ailleurs réalisé à Toulouse.

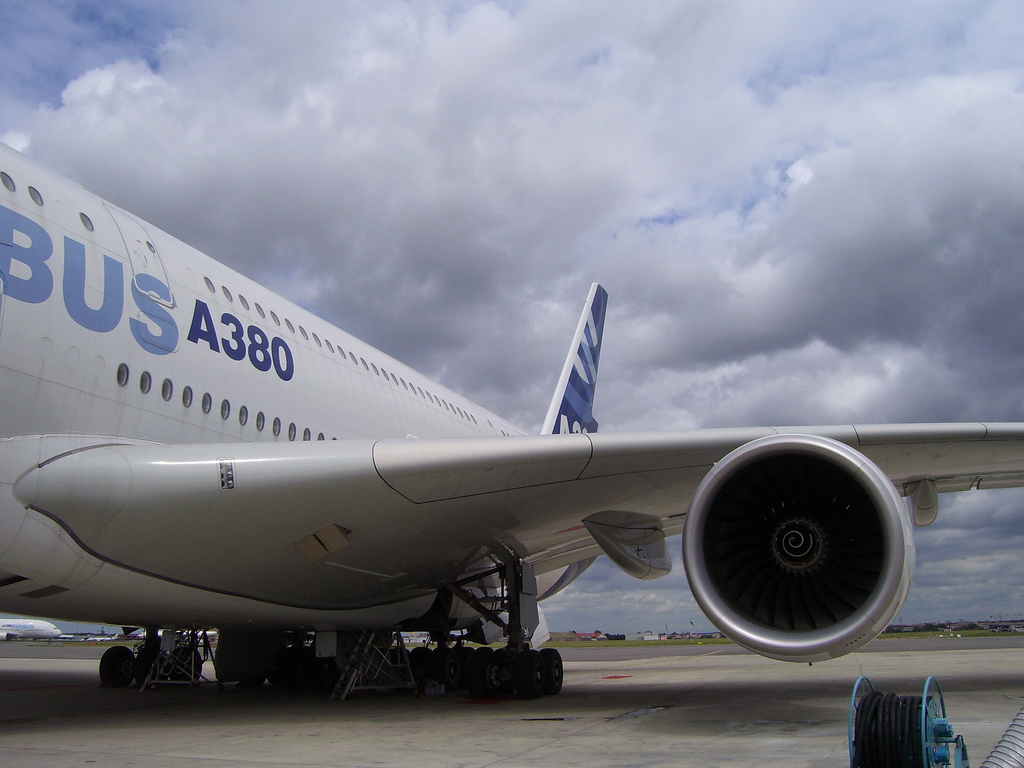
Toulouse, ville de construction finale de l'A380

En 1998, à l’autre bout de la ville, dans la zone de Candie, s’installe un autre grand de l’espace, Thales Alenia Space qui est issue des activités satellites d’Alcatel. En 2002, la moitié des personnels de France travaillant dans le secteur spatial travaille à Toulouse, soit près de 10 000 personnes. De plus, de nombreuses PME et PMI viennent se greffer aux tissus industriels des grandes firmes de l’aérospatiale et de l’aéronautique.
Capitale européenne de l'aéronautique et de l'espace, et siège d'Airbus Industries, Toulouse est aussi avec Hambourg (Allemagne) l'un des deux pôles européens choisis par Airbus pour la conception, l'assemblage et les essais des avions de sa gamme, comme l'A380. Les usines, au départ situées dans la ville (dans le triangle bordé par le canal du Midi et le boulevard de Suisse dont la plus vieille usine (Saint-Éloi)  aéronautique mondiale classée MH est la dernière en activité  et le site Latécoère de la Roseraie, aujourd'hui dédié aux bureaux) déménagent les unes après les autres à l'ouest de Toulouse, à cheval sur le quartier de Saint-Martin-du-Touch et les communes limitrophe de Blagnac. et Colomiers, au sud de l'aéroport. En 2004, ce site est complété par la création d'AéroConstellation, située au nord de la plateforme aéroportuaire, sur les communes de Blagnac, Cornebarrieu et Beauzelle, qui héberge les hangars de montage de l'avion gros porteur A380 ainsi que le siège opérationnel d'Airbus, enfin transféré à Blagnac en 2016. Enfin, dans quelques années va s’ouvrir le nouveau site Aérospace Campus sur 40 hectares soit 120 000 m² de surface à l'emplacement des anciennes pistes de l'aéroport historique de l'Aéropostale : Montaudran Gare, avec le siège de Galileo.

### Chimie
Situé principalement dans la zone sud de la ville, le pôle chimique comprend des entreprises des secteurs de la chimie lourde (SNPE, groupe Étienne Lacroix, Isochem et Raisio), de la chimie pharmaceutique et de la peinture à Auterive. Le pôle chimique toulousain a connu une importante activité jusqu'à la catastrophe du 21 septembre 2001 : l'explosion de l'usine AZF a fait 30 morts et environ 2 500 blessés, ainsi que des dégâts matériels considérables (université de Toulouse-Le Mirail, quartiers Mirail, Empalot, La Reynerie, Rangueil et l'hôpital psychiatrique Marchand en particulier). Pourtant, la chimie est une industrie ancienne à Toulouse avec la SNPE qui se dénommait à l'origine la Poudrerie et qui était installé sur l'île du Ramier. Cette activité tend depuis à se réorienter vers de la chimie fine et la chimie pharmaceutique, jugées moins polluantes et moins menaçantes par la population.

### Informatique
De nombreuses entreprises du secteur sont implantées à Toulouse, bénéficiant de la qualité de la formation universitaire et des grandes écoles locales. Notamment les SSII Altran Atos Origin, Capgemini, IBM, Neo-Soft Services, Osiatis, Sopra Group, Steria et Unilog.
D'autre part, le fabricant américain de micro-processeurs Intel a ouvert au début de 2012 un centre européen de recherches et développement dédié au smartphone. 
La communauté d'agglomération du Grand Toulouse s'est dotée depuis fin 2001 d'une infrastructure métropolitaine de télécommunications (IMT). Composée de 5 boucles totalisant 77 km de fibre optique, l'IMT s'étend sur le Grand Toulouse du nord au sud et d'est en ouest autour de Toulouse, de Blagnac à Labège et de L'Union à Tournefeuille. Passant principalement par le métro toulousain, le périphérique et le canal du Midi, chaque câble est composé de 144 fibres optiques noires, chaque paire de fibre offre une capacité de 2,5 Gbit/s dans les deux sens.

## Secteur tertiaire
La ville est un important centre d'activités du tertiaire. Un quartier des affaires régional, Compans-Caffarelli, a été créé à cet effet pour répondre à l'importante demande de bureaux dans la cité. Ce quartier comprend 200 000 mètres carrés de bureaux, un centre commercial comprenant 40 boutiques, un hôtel 4 étoiles, un centre de congrès, la cité administrative.
De plus, la création d'un nouveau pôle multimodal dans le secteur Marengo-Périoles-Raynal est à l'étude. Ce pôle aurait vocation à devenir le quartier d'affaires international de la ville.

### Finances et assurances
Le quartier a vu l'implantation entre autres de succursales régionales de banques et d'assurances telles que le Crédit lyonnais ou AXA. Toutes les grandes banques et compagnie d'assurances sont présentes à Toulouse. La Banque Courtois est une banque toulousaine et la Mutuelle du rempart est également une compagnie d'assurance toulousaine. Ce secteur d'activité prend une part croissante dans l'activité économique de la ville et représente aujourd'hui quelque 14 410 emplois (secteur immobilier inclus).

### Commerce

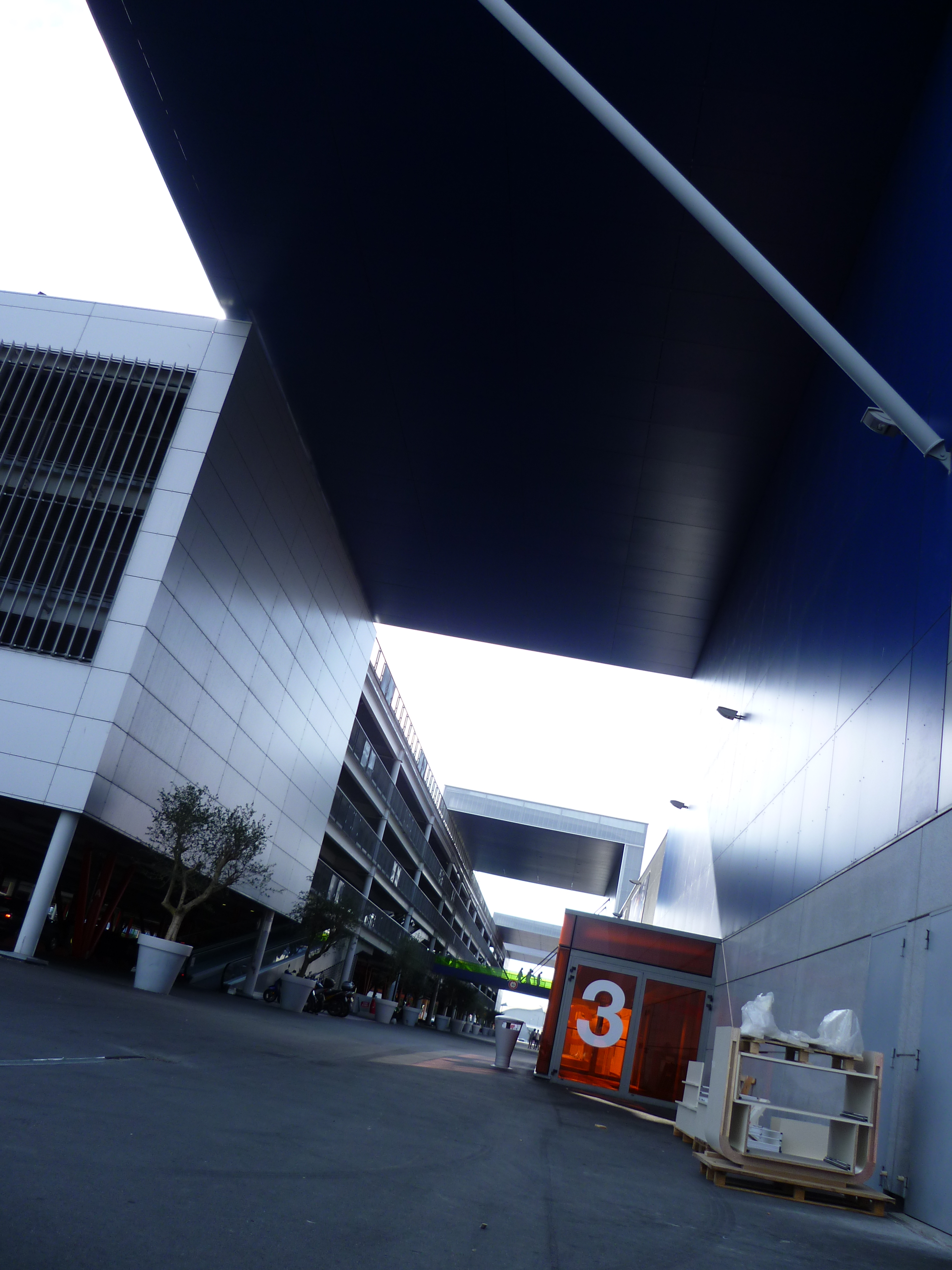
Centre commercial de Blagnac

Le centre ville regorge de boutiques, typiquement toulousaines ou de grandes marques. Les zones les plus commerçantes du centre ville comprennent la rue d'Alsace-Lorraine, la rue Saint-Rome, la rue des Changes, la rue du Taur, la rue Saint-Antoine-du-T, la rue des Filatiers et le quartier Saint Georges, qui abrite un centre commercial rénové de plus de 50 boutiques, ouvert en 2006. La présence de boutiques de luxe dans le quartier Victor-Hugo et dans le quartier Saint-Étienne (quartier des antiquaires) favorise leur développement. D'autres quartiers sont également en mutation commerciale tel que le quartier de la Bourse. Enfin, la piétonisation du centre ville due à l'arrivée du métro favorise le développement commercial du centre historique.
De plus, l'agglomération est ceinturée par de nombreux centres commerciaux comme celui de Grand Portet à Toulouse-Portet-sur-Garonne, le centre commercial Labège 2 à Toulouse-Labège (80 boutiques), le centre commercial Carrefour Toulouse Purpan comprenant 45 boutiques dans le quartier de Purpan, le centre commercial Espace Gramont avec 100 boutiques, le centre commercial Roques à Roques-sur-Garonne, le centre commercial Blagnac à Blagnac, le centre commercial Saint-Orens à Saint-Orens-de-Gameville, le centre commercial Fenouillet à Fenouillet, le centre commercial Basso-Cambo (avec 30 boutiques dont Hyper Casino et Giga Store) dans le quartier de la Reynerie, ainsi qu'un projet Val Tolosa à Plaisance-du-Touch.
De plus d'ici 2010, 100 000 mètres carrés supplémentaires de surfaces commerciale devrait venir s'ajouter à la pléthore déjà présente sur l'ensemble de l'agglomération. Un centre commercial de 30 000 mètres carrés devrait être créé sur la commune de Toulouse, un village de marques à Nailloux, à environ une trentaine de kilomètres ainsi que l'agrandissement des zones commerciales existantes sont ainsi prévues.

### Tourisme
Ville au riche patrimoine historique, haut lieu de la culture en France avec de nombreux musées, des festivals (Marathon des mots, Rio Loco, gay pride …) connus dans toute la France et dans l'Europe, Toulouse est un centre touristique important. 5 millions de touristes viennent visiter chaque année la ville dont un peu plus 2,5 millions pour le tourisme d'affaires, faisant de Toulouse la septième ville la plus visitée de France après Paris, Lyon, Lourdes, Nice, Strasbourg et Bordeaux. Source : Observatoire national du tourisme, 2006. 
Le tourisme d'affaires et les congrès représentent 80 % de cette activité, mais depuis quelques années, le tourisme de loisirs croit. La ville avait également décidé de déposer sa candidature au titre de capitale de la culture pour 2013 mais c'est finalement Marseille qui a remporté le titre à une voix près. Ce titre aurait permis de donner une visibilité internationale aux installations culturelles de la ville et aurait augmenté ainsi sa fréquentation touristique.
L'ouverture en août 2007 du Casino-théâtre de Toulouse, le plus grand du Sud-Ouest de la France favorise également le développement touristique de la ville.